# Wawanesa (Manitoba)
Pour les articles homonymes, voir Wawanesa.
Wawanesa est une communauté du Manitoba, au Canada, entourée par la municipalité rurale d'Oakland. Wawanesa est le lieu d'origine de la compagnie d'assurances Wawanesa Insurance.

## Personnalité
- Nellie McClung, femininiste et suffragette
- Edna Diefenbaker, première femme de John Diefenbaker

## Démographie
| 2001 | 2006 | 2011 | 2016 |
| ---- | ---- | ---- | ---- |
| 516  | 535  | 562  | 594  |

## Référence
- (en) Cet article est partiellement ou en totalité issu de l’article de Wikipédia en anglais intitulé « Wawanesa, Manitoba » (voir la liste des auteurs).

1. ↑  « Statistique Canada - Profils des communautés de 2006 -    Wawanesa » (consulté le 6 juin 2020)
2. ↑  « Statistique Canada - Profils des communautés de 2016 -   Wawanesa » (consulté le 4 juin 2020)